# Oosbach (Kyll)
Der Oosbach  ist etwa ein 17,5 km langer, nordwestlicher und rechter Zufluss der Kyll bei Gerolstein im rheinland-pfälzischen Landkreis Vulkaneifel. Er ist ein Gewässer II. Ordnung und hat die  Gewässerkennzahl 2664.

## Name
Der Name erscheint schon in der Antike um das Jahr 300 als Ausaua. Im Deutschen wurde die Endung als -au missinterpretiert und entfiel.

## Geographie

### Verlauf
Der Oosbach entspringt auf einer Höhe von 621 m ü. NHN bei der Ortsgemeinde Steffeln.
Er fließt an Duppach und Kalenborn-Scheuern vorbei, dann durch die Gerolsteiner Stadtteile  Oos und Müllenborn und mündet schließlich auf einer Höhe von 353 m ü. NHN beim  Gerolsteiner Stadtteil Lissingen von rechts in die Kyll.
Der etwa 17,5 km lange Lauf des Oosbachs endet ungefähr 268 Höhenmeter unterhalb seiner Quelle, er hat somit ein mittleres Sohlgefälle von circa 15 ‰.

### Einzugsgebiet
Das 70,19 km². große Einzugsgebiet des Oosbachs liegt in der Eifel und wird durch ihn über die Kyll, die Mosel und den Rhein zur Nordsee entwässert.
Es grenzt
- im Nordosten an das des Tiefer Bachs, der in die Kyll mündet,
- im Osten an das der Kyll selbst
- im Süden an das des Kyllzuflusses Dreisbach
- im Südwesten an das der Nims, die über die Prüm und die Sauer in die Mosel entwässert
- im Nordwesten an das der Prüm selbst
- und im Norden an das der Wirft, die in die Kyll mündet.

### Zuflüsse
- Bach vom Premerkopf (links), 2,6 km
- Bach vom Eichholz (rechts), 2,4 km
- Dreisbach (rechts), 5,9 km
- Waldhofbach (rechts), 0,7 km
- Vlierbach (rechts), 9,0 km
- Büdesheimer Bach (rechts), 5,4 km
- Ooser Graben (rechts), 0,9 km
- Fricksbach (links), 4,0 km
- Bach von der Ooser Nase (rechts), 1,3 km
- Teichgraben (links), 0,4 km
- Schauerbach (links), 3,1 km

## Römische Brücke
Bei Duppach-Weiermühle wurden Reste einer römischen Brücke aus der Zeit Caesars nachgewiesen.